# Swope le cruel
Pour plus de détails, voir Fiche technique et Distribution.
Swope le cruel (titre original :  The Blood Ship) est un film américain réalisé par George B. Seitz et sorti en 1927. Il est basé sur un roman de Norman Springer, et a fait l'objet d'un remake parlant en 1931.

## Synopsis
Un capitaine en disgrâce s'engage comme matelot sur un cargo, qui s'avère être commandé par l'homme tyrannique qui a ruiné sa réputation. Les membres d'équipage sont dirigés d'une main de fer par le capitaine et son brutal second. L'ancien capitaine prépare une mutinerie pour prendre le contrôle du navire.

## Fiche technique
- Titre original :  The Blood Ship
- Réalisation : George B. Seitz
- Scénario : Fred Myton, d'après le roman  The Blood Ship de Norman Springer[1]
- Producteur : Harry Cohn
- Photographie : Harry Davis, J.O. Taylors
- Distributeur : Columbia Pictures
- Durée : 7 bobines[2],[3]
- Date de sortie :
  - États-Unis : 18 juillet 1927

## Distribution
- Hobart Bosworth : Jim Newman

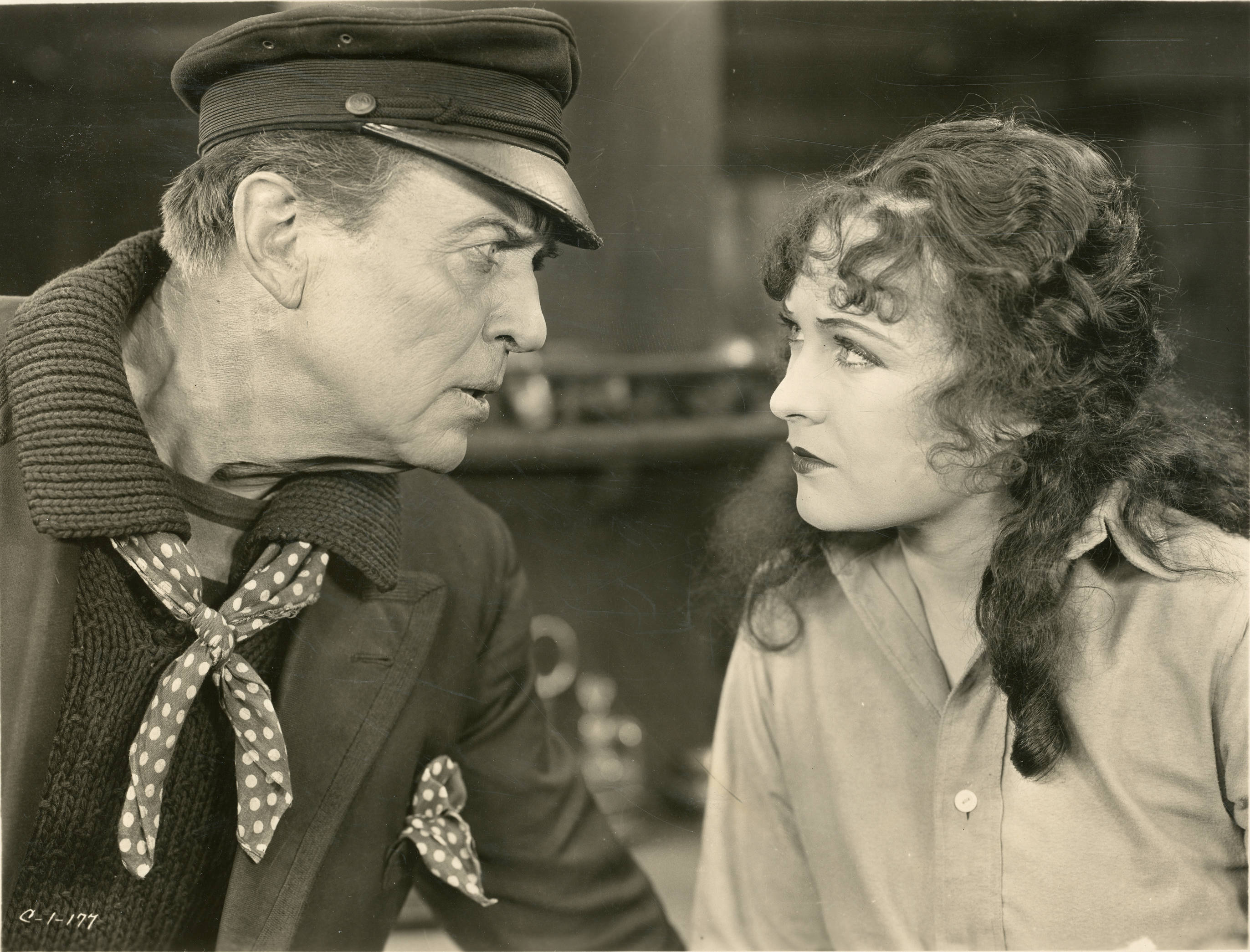
Une scène du film avec Jacqueline Logan.

- Jacqueline Logan : Mary Swope Newman
- Richard Arlen : John Shreve
- Walter James : Capt. Angus Swope
- Fred Kohler : Capitaine en second Fitz
- James Bradbury Sr. : The Knitting Swede
- Arthur Rankin : Nils
- Syd Crossley : Cockney Bouncer
- Frank Hemphill: Second Mate
- Chappell Dossett : Rev. Richard Deaken
- Blue Washington : Noir

## Statut du film
La 7e bobine du film était considérée comme perdue jusqu'en 2007. Cette dernière bobine a finalement été retrouvée, et le film a été projeté en entier le 11 octobre 2007,.